# Brugnato
Brugnato là một đô thị ở tỉnh La Spezia trong vùng Liguria của Ý, có cự ly khoảng 70 km về phía đông nam của Genoa và khoảng 15 km về phía tây bắc của La Spezia. Tại thời điểm ngày 31 tháng 12 năm 2004, đô thị này có dân số 1.205 người và diện tích là 12 km².
Brugnato giáp các đô thị sau: Borghetto di Vara, Rocchetta di Vara, Sesta Godano, Zignago.